# Із'єдугінська сільська рада
Із'єду́гінська сільська рада (рос. Изъедугинский сельский совет) — сільське поселення у складі Шатровського району Курганської області Росії.
Адміністративний центр — село Із'єдугіно.
Населення сільського поселення становить 168 осіб (2017; 211 у 2010, 343 у 2002).

## Склад
До складу сільського поселення входять:
| Населений пункт   | Населення, осіб (2002) | Населення, осіб (2010) |
| ----------------- | ---------------------- | ---------------------- |
| Дернова, присілок | 44                     | 9                      |
| Із'єдугіно, село  | 299                    | 202                    |